# Duran Duran
A Duran Duran 1978-ban alakult, Rock and Roll Hall of Fame-beiktatott, brit szintipop, new wave együttes. Az együttest John Taylor basszusgitáros és Nick Rhodes (billentyűk) alapította, hozzájuk csatlakozott később Roger Taylor (dobok), Andy Taylor (gitár) és Simon Le Bon (ének).
A Duran Duran a kezdetekben az Újromantika része volt, együtt a Spandau Ballett és a Visage együttesekkel. A videóklipek népszerűsödése juttatta a Duran Durant legnagyobb sikereikhez, az MTV zenei csatorna segítségével. Sok videóklipjüket a legmodernebb technológiákkal forgatták, hogy az átlag felett maradjanak, amivel nagy szerepet játszottak az Egyesült Államok második brit zenei inváziójában. Professzionális filmrendezőkkel is közreműködtek, hogy a klipjeik minőségét fenntartsák. 1984-ben elkezdtek az elsők közt videótechnológiákat használni koncertjeiken. Az 1980-as évek egyik legsikeresebb együttese voltak, többek között olyan dalokkal, mint a Girls on Film, a Rio, a Save a Prayer, a The Reflex, a Hungry Like the Wolf, a The Wild Boys és a Notorious. 1984-re az együttes a Beatlemániához hasonló hírnevet ért el.
Első nagy sikerüket a Girls on Film dal hozta, a Duran Duran (1981) debütáló lemezről, egy vitatott tartalmú videóklippel együtt. A Rio (1982) lemez világszerte sikert aratott. A Hungry Like the Wolf és Rio videóklipeket Russell Mulcahy ausztrál rendező forgatta, aminek köszönhetően az együttes legnagyobb slágerei lettek. Harmadik albumuk, a Seven and the Ragged Tiger egyetlen listavezető albumuk lett az Egyesült Királyságban, míg annak első kislemeze, a The Reflex első lett hazájukban és az Egyesült Államokban is. 1985-ben ismét elérték az amerikai slágerlisták első helyét, A View to a Kill című kislemezükkel, amit a Halálvágta James Bond-filmhez írtak.
Az együttes sose bomlott fel, de Andy és Roger Taylor távozott a Notorious felvételei után, 1986-ban, a felállásuk része lett Warren Cuccurullo 1989 és 2001 között, illetve Sterling Campbell 1989 és 1991 között. Az 1980-as évek végén és a következő évtized elején további albumokat adtak ki, de kisebb sikerrel, mint az első hat évükben. 1993-as albumuk, a Duran Duran (gyakran The Wedding Album) két világszerte sikeres dalt is tartalmazott, az Ordinary Worldöt és a Come Undone-t. John 1997-es távozása után az együttes kiadott sok, kereskedelmileg sikertelen albumot. Az együttes eredeti felállása újra összeállt a 2000-es évek elején, aminek köszönhetően megjelent 2004-es albumuk, az Astronaut és több sikeres koncertturnéjuk is volt. A lemez első kislemeze, a (Reach Up For The) Sunrise ismét világszerte sláger lett. Andy Taylor 2006-ban ismét elhagyta az együttest és a helyét Dominic Brown vette át. Ezt követően az együttes öt további albumot adott ki, a Red Carpet Massacre-t (2007), az All You Need Is Now-t (2011), a Paper Gods-t (2015),  Future Pastot (2021) és a Danse Macabre-t (2023).
A Duran Duran több, mint 100 millió albumot adott el világszerte, amivel minden idők egyik legsikeresebb együttese. Tizennégy kislemezük volt a slágerlisták legjobb tíz helyének egyikén az Egyesült Királyságban és huszonegy a Billboard Hot 100-on. Egyike azon kevés együtteseknek, amelyek az 1980-as években történt megalakulásuk óta minden évtizedben megjelentettek egy albumot, ami az Egyesült Királyságban elérte az albumlisták első öt helyét. Az együttes a díjakat tekintve is sikeres volt. Többek közt van két Brit Awardjuk, amelyek között ott van a 2004-es Kiemelkedő Hozzájárulás a Zenéhez-díj, két Grammy-díjuk, egy MTV Music Video Életmű-díjuk és a Hollywood Walk of Fame-en is van egy csillaguk. 2022-ben beiktatták az együttest a Rock and Roll Hall Of Fame-be.

## Történet

### 1978–1980: Alakulás és első évek
A Duran Durant John Taylor és Nick Rhodes alapította 1978-ban Birminghamben, ahol a Rum Runner szórakozóhely zenekara lettek. A klubnak dolgoztak és itt kezdtek el először próbálni. A közelben sok együttes játszott ilyen szórakozóhelyeken, mint a Sex Pistols vagy a The Clash. Az együttes nevét a Barbarella című Jane Fonda-film szereplőjétől kölcsönözte. A Duran Duran a klasszikus ötfős felállással 1980. július 9-én adta első koncertjét a birminghami The Rum Runnerben.
Az együttes első énekese Stephen Duffy volt. Simon Colley volt az eredeti basszusgitáros, tekintve hogy John Taylor először gitáron játszott. Ezzel a felállással játszott eredetileg élőben. Rhodes elektronikus dobokkal helyettesítette a dobos hiányát. Miután Duffy elhagyta az együttest 1979-ben, meghallgatást tartottak gitárosoknak és énekeseknek. Andy Wickett csatlakozott végül az együtteshez énekesként és szerepe volt a Girls On Film megírásában, Andy Taylor önéletrajza alapján. Wickett szerepel demófelvételeken, amelyeket 1980-ban bemutattak az EMI-nek. John Taylor és Wickett weboldala alapján a páros együtt írta meg egy korai verzióját a Rionak. Colley és Wickett távozása után átmeneti időszakra felvették Jeff Thomast és Alan Curtist.
Roger Taylor dobos 1979-ben találkozott John Taylorral, Rhodes-szal és Wickettel egy bulin vezetett Taylor csatlakozásához az együttesbe. Ez a felállás készítette az első demófelvételeket. 1980 áprilisában Andy Taylor Newcastleből érkezett egy meghallgatásra, miután látott egy hirdetést a Melody Makeren. 1980 májusában Simon Le Bont akkori barátnője ajánlotta az együttesnek, aki a Rum Runnerben dolgozott. A klub tulajdonosai Paul és Michael Berrow lettek az együttes menedzserei és fizettek nekik, hogy a klubban dolgozzanak, amikor éppen nem próbáltak.
1980-ban két demófelvételt vettek fel és felléptek különböző klubokban Briminghamben és Londonban. Később, ugyanebben az évben turnézni kezdtek Hazel O’Connor előzenekaraként, amely felkeltette az EMI és a Phongram figyelmét. A két kiadó egymással küzdött az együttes aláírásáért, de az együttes „hazaszeretete a The Beatles korábbi kiadója felé” végül az EMI-hez vezette őket decemberben.
A Duran Duran az egyik első együttes volt, akik remixelték saját dalaikat. Gyakran felvettek hosszabb verzióit dalaiknak, amelyeket Night Versionsnek neveztek és éjszakai szórakozóhelyeknek készültek, majd később a Night Versions: The Essential Duran Duran albumon jelentek meg összegyűjtve 1998-ban.
A karrierjük kezdete óta minden tagnak volt egy vizuális stílusa. Perry Haines stylisttel dolgoztak együtt és designerekkel, mint Kahn & Bell és Anthony Price, hogy felépítsenek egy elegáns imidzset. A karrierjük során végig fontos volt a divat. Az 1990-es évek végén dolgoztak Vivienne Westwooddal és a 2000-es években Giorgio Armanival. Fontosnak tartották, hogy a vizuális megjelenésük felett legyen irányításuk és közeli munkaviszonyban voltak Malcolm Garrettel.
Tinédzser és zenei magazinok az Egyesült Királyságban nagyon sokat foglalkozott velük, amelyhez nem sokkal később csatlakozott az Egyesült Államok. Ritka volt az 1980-as években, hogy nem jelent volna meg legalább egy fotósorozat az együttesről olyan magazinokban, mint a Smash Hits vagy a Tiger Beat. 1988-ban John Taylor a következőt mondta a Rock Fever Superstars Magazinnak:
Egy nagyon elegáns név voltunk '79-ben, de amikor a Fab Five hype elkezdődött valami nagyon rossz irányba ment el. Nem ezt akartam. [...] Nem azt mondom, hogy nem szerettem, amikor sikoltoztak nekünk. Egy ponton nagyon is tetszett.

### 1981–1982: Debütáló album és aRio
Az együttes első albuma nem várt sikert aratott. A Duran Duran album első kislemeze, a Planet Earth elérte a tizenkettedik helyet a UK Top 20 slágerlistán. A harmadik kislemez a Girls on Film pedig ötödik helyig jutott ugyanezen a listán. A dal videóklipjében félmeztelen nők szerepeltek iszapbirkózva, párnacsatázva és szexuális fétisek is helyet kaptak. A videó két héttel az MTV elindítása után volt felvéve. Az együttes azt várta, hogy a klipet modernebb szórakozóhelyeken fogják játszani, amelyek rendelkeztek a megfelelő technológiával. A videót végül erősen cenzúrázták, de a Playboy csatornán gyakori lejátszásra került. Az album harmadik helyig jutott a UK Albums Charton. Később 1981-ben elkezdték az első amerikai turnéjukat németországi és brit koncertekkel kiegészítve.
A világszintű sikert a második albumuk, a Rio hozta meg, amin négy UK Top 20-as szám is szerepelt (a My Own Way, a Rio, a Hungry Like the Wolf és végül a Save a Prayer). Az album megjelenése után turnéztak többek közt Ausztráliában, Japánban és az Egyesült Államokban is. Diana hercegnő a kedvenc együtteseként a Duran Durant nevezte meg és a brit média a Fab Five becenevet adta nekik, ezzel a The Beatlesre (the Fab Four) utalva.
Amerikában először újromantikus albumként adták ki a Riot, ami így nem igazán volt sikeres. A Carnvial EP sikerei után 1982 novemberében újra kiadták, már dance albumként és elképesztő sikereket ért el, hat hónappal európai megjelenése után. Az MTV szinte folyamatosan játszotta a Hungry Like the Wolfot, ezzel a kislemezt és az albumot is az amerikai slágerlisták első húsz helyére tolva. A Rio végül a 6. helyig jutott és 129 hetet töltött el a Billboard 200 slágerlistán. A siker egyik kulcsa a folyamatos videóklipek és ezzel a gyakori TV-szereplés volt. 2003-ban a Rio a 65. helyet kapta az NME Minden idők 100 legjobb albuma listáján.

### 1983–1985: A Fab Five, mellékprojektek, ésLive Aid
1983 elején újra kiadták az első albumukat Amerikában ezzel megint újabb sikereket értek el és az Is There Something I Should Know? kislemez az első helyen debütált az Egyesült Királyságban és közben elérte a negyedik helyet az Egyesült Államokban is. Rhodes a következő mondta amerikai tapasztalataikról: „Amikor először idejöttünk mindenki meg volt őrülve [...] De amikor visszajöttünk, miután a Hungry sikeres lett, teljes káosz volt, tiszta Beatlemánia. Volt egy dedikálásunk a Girls on Film megjelenése után egy boltban a Times Square-en. Nem tudtunk kijutni a boltból. A rendőröknek le kellett zárniuk az utcát” 1983-ban Nick Rhodes producere volt a Kajagoogoo első helyezett Too Shy kislemezének, illetve Andy Taylor lett az első tagja az együttesnek, aki házasságot kötött.

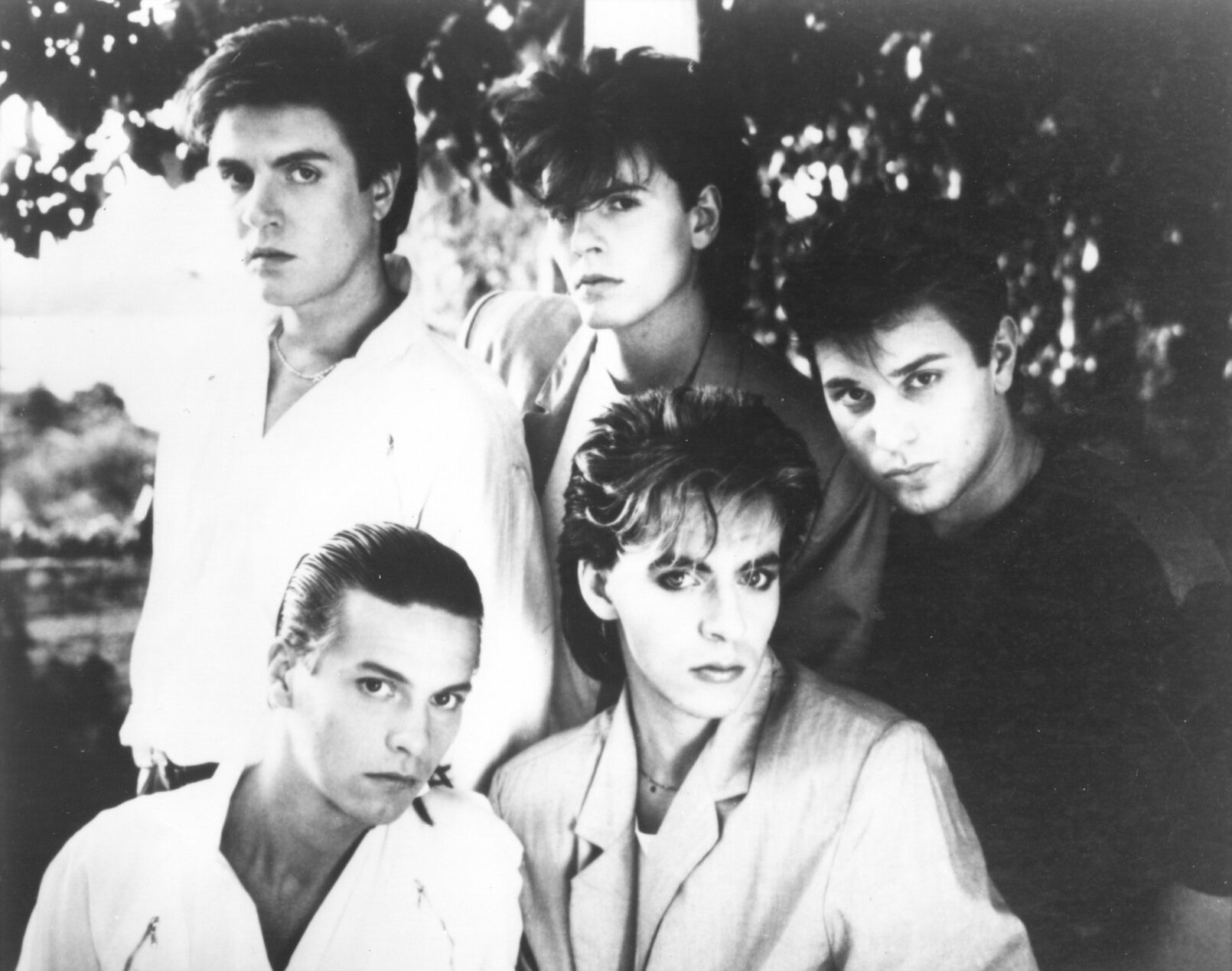
Az együttes 1983-ban

Az együttes a következő évet Franciaországban töltötte, dalokat írva és egy dokumentumfilmet forgattak az album készítéséről. 1983 májusában repültek Sydneybe és Montserratra, hogy felvegyék a harmadik albumot. A nyáron visszatértek az Egyesült Királyságba, hogy koncertezzenek. Az első koncertjüket a Walesi herceg és hercegnő előtt a Dominion Színházban és a másodikat a Villa Parkban. Az együttes nagy nyomás alatt volt a Rio sikerei után és a felvételek több, mint hat hónapig tartottak, hogy minden tökéletes legyen. Néhány tagnak nehéz volt az új életstílus és függőségekkel is voltak problémáik. Az Extraordinary World dokumentumfilmben Rhodes azt mondta, hogy ennek a hatása volt a hangzásukra, amely „éppen, hogy csak irányítás alatt lévő hisztéria a felszín alatt.”
1983-ban jelent meg a Seven and the Ragged Tiger, amin rajta volt többek között a Union of the Snake kislemez is, ami ezzel az ötödik top ötig jutó Duran Duran szám lett az évben, három különböző albumról. Ezek után adtak ki még két kislemezt a New Moon on Mondayt és a The Reflexet, ami első lett az Amerikai és a Brit slágerlistákon.
A következő turnéjuk közben felvették az első koncert albumukat, ami az Arena címet kapta és tartalmazta a The Wild Boys című számot is, ami kislemezként második helyig jutott az Egyesült Államokban és Angliában is. 1984-ben két Grammy-díjat is bezsebeltek, amelyek közé tartozott a Legjobb videóklip kategóriában történt győzelmük is. Közben a Save a Prayer is egyre nagyobb sikernek örvendett Észak-Amerikában és tizenhatodik lett a Billboard Hot 100 slágerlistán. 1984 végén az együttes tagja volt a Band Aid Do They Know It’s Christmas? jótékonysági kislemezének, többek közt George Michael és Sting mellett.
1984-es Band Aid kislemez után a Duran Duran fellépett 90 ezer ember (és 1.5 milliárd televíziós megtekintő) előtt a Live Aid koncerten a John F. Kennedy Stadionban, Philadelphiában 1985. július 13-án. Nem egy búcsúkoncertként volt tervezve, csak egy kis szünetet akartak a folyamatos felvételek és turnék után, de az eredeti ötfős felállás legközelebb csak 2003-ban lépett fel együtt. A Live Aid koncert közben Le Bon hamisan énekelt egy hangot a A View to a Kill közben, amelyet az énekes karrierjének legkínosabb pillanatának nevezett.
1985-ben a zenekar, ha fel nem is oszlott, de ideiglenesen két részre vált. John Taylor és Andy Taylor szerettek volna elszakadni a Duran Duran hangzásától és keményebb stílust képviselni, ezért Tony Thompson dobossal és Robert Palmer énekessel megalakították a The Power Station nevű formációt, amely egy stúdióalbumot jelentetett meg a zenekar nevével azonos címmel és két Top 10-es kislemezt. A Power Station 1986 késő tavaszán feloszlott.
Ugyanakkor a Duran Duran „másik fele” – Nick Rhodes, Simon Le Bon és Roger Taylor – Arcadia néven szintén zenekart hozott létre. Nekik egy lemezük (So Red the Rose) és egy további kislemezük (Say the Word) jelent meg.
1985. május 6-án jelent meg a zenekar A View to a Kill című kislemeze, amely az azonos című James Bond-film főcímdala is volt. Magyarul a film Halálvágta címen jelent meg. A dalhoz a film részleteit is felhasználva videóklipet forgattak a párizsi Eiffel-toronyban. Ez volt a klasszikus felállás utolsó közös munkája és az első James Bond főcímdal, ami első helyre jutott a Billboard Hot 100-on.
Ezek után sokan úgy gondolták, hogy a Duran Duran soha nem lesz ugyanaz az együttes.

### 1986–1989: A Le Bon–Rhodes–Taylor trió

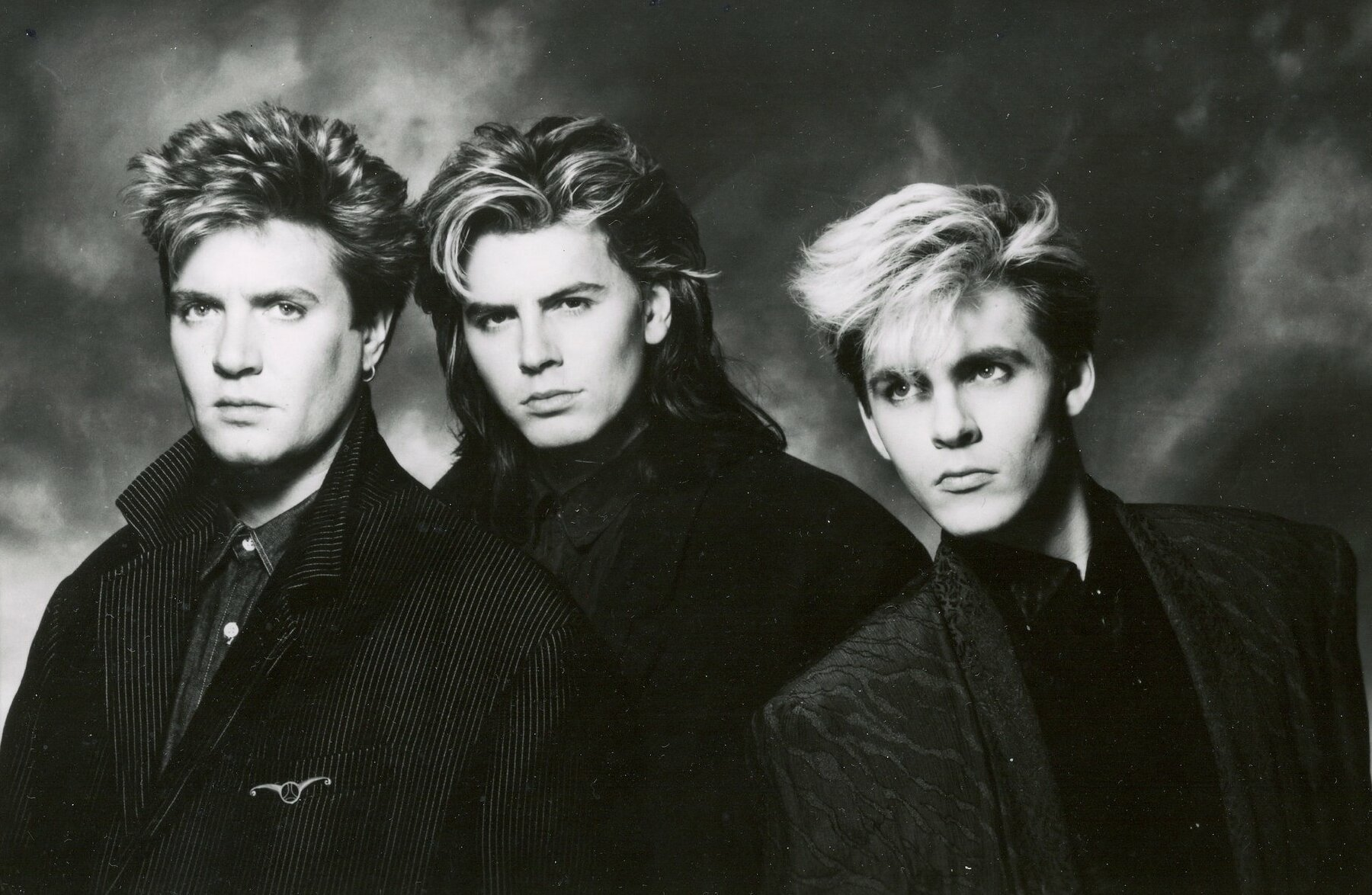
Le Bon, Taylor és Rhodes 1986-ban

1986-ban az együttes két nagyon fontos tagját vesztette el Andy és Roger Taylor személyében. Roger Taylor esetében először csak egy egy éves rövid szünetről volt szó, de a gitáros később bejelentette, hogy véglegesen távozik. Egy 2004-es interjúban elmondta távozásának okát: „Egyszerűen fáradt voltam. Nagyon nehéz öt év volt. Soha nem álltunk meg. Folyamatosan turnéztunk, dalokat írtunk és vettünk fel. Nagyon elfáradtam.”
Miután Andy Taylor is távozott, átmenetileg Steve Ferrone dobolt és Nick Rhodes szerepelt gitárral az új Notorious albumon, majd 1986 végén Warren Cuccurullo lett véglegesen is tagja az együttesnek. Vele vették fel a Notorious fennmaradó részét és adták ki ugyanazon év októberében. Az album felvételéből egy dokumentumfilm is készült Three to Get Ready címmel.
Ugyan a Notorious kislemez második helyig jutott a Billboard Hot 100-on és hetedikig a Brit kislemezlistán, a hisztéria amit az együttes hátrahagyott 1985-ben, alábbhagyott. A három évben a Seven and the Ragged Tiger és a Notorious között sok tinédzser rajongójuk felnőtt, a zene sokkal inkább funk alapú volt, kevésbé pop. A Skin Trade és a Meet El Presidente, az album két kislemeze ugyan szerepelt a slágerlistákon, de kevésbé volt sikeres, mint az együttes korábbi megjelenései. 1987 végén pedig Sterling Campbell lett az együttes dobosa.
A Duran Duran nehezen tudott kilépni a tini-példakép imidzsből. A Rolling Stone cikkje szerint „a Duran Duran elvesztette identitását, az érett hangzás keresése közben.” Ezzel ellentétben a New York Times szerint „a Duran Duran nagy lépést tett zenei érettséget tekintetében... El tudták kapni a jelenlegi zenei trendet, a Notoriouson úgy tűnik, hogy a pesszimizmus jön stílusba az évtized végére.” Az együttes elvállt a Berrow testvérektől, mint menedzserek, amelynek valószínűleg pénzügyi problémák voltak az okai. Ezek mellett az EMI kirúgta akkori igazgatóját, és úgy tűnt, hogy a kiadó elvesztette érdeklődését az együttes népszerűsítése felé.
A következő album a Big Thing 1988-ban jelent meg, többek között az All She Wants Is (4. Amerikáben) és az I Don't Want Your Love (az utolsó UK Top 10-es szám 1993-ig) kislemezzel. Az album leginkább kísérletezés volt. Próbálták keverni az elektronikus zenét a Duran Duran szintipop hangzásával.

### 1989–1991: Megint öten, aDecadeés aLiberty
1989 végén és a kilencvenes évek elején a szintipop veszített a népszerűségéből és inkább a hiphop, a techno és az alternatív rock kapott teret. A Big Thing turné után megint öt tagja lett a Duran Durannak, miután Warren Cuccurullo és Sterling Campbell is teljes tag lett. 1989 végén megjelent egy összeállítás album Decade: Greatest Hits címmel, amin a Duran Duran legsikeresebb számai kaptak helyet az elmúlt tíz évből. Az albumnak John Jones a producere és nagy sikert hozott eladási számokban.
1990-ben kiadták a Liberty albumot, ami kevésbé volt sikeres. Angliában a Top 10-ben debütált, de hamar lekerült a slágerlistákról. A két kislemez (a Violence of Summer (Love's Taking Over) és a Serious) csak közepes sikereket értek el. Most először nem turnézott az együttes egy album népszerűsítéséért. 1991 elején Sterling Campbell elhagyta az együttest, hogy David Bowie-val és a Soul Asylummal dolgozzon. 1991 decemberében az akkor 31 éves John Taylor összeházasodott a 19 éves Amanda De Cadenet színésznővel, aki 1992 márciusában hozta világra lányukat.

### 1992–1996: A visszatérés
1993 elején a Duran Duran megint kiadott egy albumot, ami az együttesről kapta a nevét és The Wedding Albumként is ismert (az album borítóján a tagok szüleinek esküvői fotói szerepeltek). A visszatérő albumot eltolták, amelyről az akkori menedzserük később azt mondta, hogy ez a zeneipar ellenkezése miatt volt szükség az együttes újraélesztésére. Az első kislemez az Ordinary World hónapokkal a tervezett megjelenés előtt került kiadásra. A harmadik helyet érte el Amerikában és a hatodikat Angliában, illetve megnyerte a nagy presztízsű Ivor Novello-díjat Simon Le Bonnak.
A második kislemez megint meglepően nagy sikert aratott. A Come Undone hetedik lett az Egyesült Államokban és ötödik az Egyesült Királyságban. John Taylor ebben az időszakban gondolkozott rajta, hogy elhagyja az együttest, de végül meggondolta magát. Ekkor volt az együttes addigi legnagyobb turnéja. Többek közt kiegészítve Közel-keleti, Dél-afrikai és Dél-amerikai helyszínekkel. Hét hónap után szüneteltették a turnét Simon Le Bon betegsége miatt, majd hat hét után folytatták a koncertezést még egy fél évig (többek közt Izraelben, Thaiföldön és Indonéziában).
1995-ben jelent meg a Thank You album, amivel Roger Taylor dobos átmenetileg visszatért az együttesbe. Az albumon feldolgozások szerepeltek, mint például Lou Reed Perfect Day című dala. Reed később azt mondta, hogy ez volt a legjobb feldolgozás, amit életében hallott, illetve elismerést kaptak Robert Planttől és Jimmy Pagetől a Led Zeppelin Thank You számának újradolgozásáért. Ennek ellenére az album nem aratott nagy sikert.

### 1997–2000: John Taylor távozása és a második trió
A Thank You turné után John Taylor megalapította a B5 Recordsot, turnézott a Neurotic Outsidersszel és újra alapította a The Power Stationt. Enne ellenére a projekt újraindulásában már nem tudott részt venni, mert De Cadenettől való válásával kellett foglalkoznia. Miután problémáik voltak új zene felvételével, a DuranConon bejelentette, hogy elhagyja az együttest. John távozása után már csak a két hosszú távú Duran Duran tag maradt (Simon Le Bon, Nick Rhodes) és Cuccurullo, akik Duran Duran néven folytatták.
1997-ben jelent meg a Medazzaland album (amelynek négy számán még hallható John Taylor), ami megint csak egy kísérletezős album volt a Big Thing után. Az egyetlen kislemez az albumról, amit Amerikában is kiadtak az Electric Barbarella volt, ami legelső kislemez volt a világon, amelyet online is meg lehetett venni. Ezen év októberében 52. helyig jutott a szám. Angliában soha nem adták ki az albumot.
1998-ban megjelent a Greatest válogatásalbum, ami a Duran Duran elmúlt 20 évének legsikeresebb számait tartalmazta.
1998. június 27-én az együttes játszott a Diana hercegnő tiszteletére rendezett koncerten, családja külön kérésére.
1999-ben az együttes felbontotta a szerződését az EMI-vel 20 év közreműködés után. A Duran Duran aláírt egy három albumos szerződést a Hollywood Records-szal (Disney), de ez végül csak a Pop Trash (2000) megjelenéséig tartott. Az album nagyon eltért stílusban a korábbi albumoktól, nem volt sikeres. A Someone Else Not Me csak két hétig volt rádiókon, pedig a videóklipje az első volt, amelyet flash animációkkal készítettek. A Medazzaland és Pop Trash turnékon Wes Wehmiller basszusgitáros és Joe Travers dobos csatlakozott az együtteshez.

### 2001–2005: Újraegyesülés
2000 elején Le Bon felkereste John Taylort, hogy hozzák össze újra az eredeti felállást. Cuccurullo ezután elhagyta az együttest, hogy a Missing Personsszal dolgozzon tovább, amelyben az 1980-as években játszott. Két napra rá jelentették be, hogy újraalakul a Duran Duran a régi felállással. Cuccurullo még játszott néhány koncerten Japánban 2001 júniusában, hogy a szerződését teljesítse.

2001-től 2003-ig az együttes új zenén dolgozott Saint-Tropezben, ahol Mark Tinley hangmérnök készített nekik egy stúdiót a felvételekhez. Ezután visszatértek Londonba, ahol változatos producerekkel dolgoztak (amelybe Nile Rodgers is beletartozik) és egy szerződést kerestek kiadókkal. Nehéz volt találniuk egy kiadót, aki hajlandó volt kockázatot vállalni az együttes visszatérésén, ezért a Duran Duran elkezdett turnézni, hogy bizonyítsa az újraalakulás kereskedelmi erejét. A média és a rajongók reakciója túllépte az elvárásokat. 2003-ban Tokióban kezdték el 25. évfordulós turnéjukat két teltházas koncerten. Perceken belül eladták az összes jegyet a koncertekre és hírességek csoportjai jelentek meg a különböző helyszíneken. Több kisebb klubban is játszottak, ahol még a 80-as évek elején kezdtek. 2003-ban az MTV Music Awardson műsorvezetőnek voltak megnevezve, de meglepetésként megkapták az Életmű-díjat. Ugyanígy megkapták a Életmű-díjat a Q magazintól és az ezzel egyenlő Kiemelkedő Hozzájárulás díjat 2004-ben a BRIT Awardson.

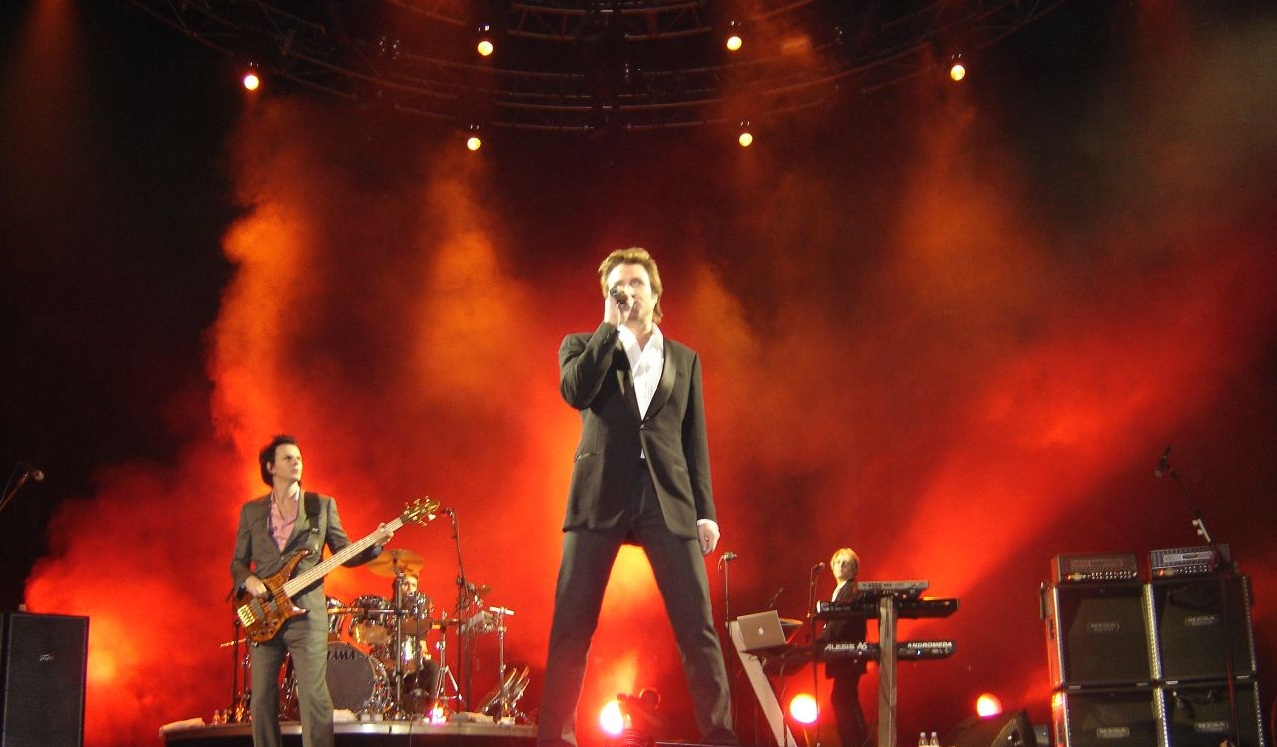
A Duran Duran 2005-ben a Scotiabank Arénában

A következő turnéjuk nagyon sikeres volt. Folyamatos telt ház volt a koncertjeiken Amerikában, Új-Zélandon és Ausztráliában. A Super Bowl XXXVIII döntőjén előadták a Wild Boys-t, ami több millió nézőt jelentett világszerte. Februárban több helyen is kiadták az új számuk, a (Reach Up For The) Sunrise egy remix verzióját. A brit média modern Fab Five-ként kezdett utalni az együttesre és a valaha volt egyik legjobb együttesnek nevezték őket. A hazatérésüket Angliába egy 14 stadionos turnéval ünnepelték 2004 áprilisában (köztük öt telt házas koncert a Wembley Arénában). Novemberben kiadtak egy DVD-t a turnéról Duran Duran: Live from London címmel.
Harmincöt szám felvétele után az együttes aláírt egy két-albumos szerződést az Epic Recordsszal 2004 júniusában, majd kiadták az Astronautot októberben. Az első kislemez a (Reach Up For The) Sunrise volt, ami 2004. augusztus 30-án jelent meg, és első helyet ért el a Billboard US Dance slágerlistán és ötödik helyig jutott a Brit kislemezlistán. Ez a legmagasabb pozíció, amit egy Duran Duran szám elért a A View to a Kill 1985-ös megjelenése óta. A dal Magyarország egyik legsikeresebb kislemeze volt a Mahasz-slágerlistákon, 2004-ben és 2005-ben is. A második kislemez a What Happens Tomorrow a Brit kislemezlistán 11. helyen debütált februárban.
A 2005-ös világkörüli turné után az ötvenedik Ivor Novello Awards ceremónián megkapták a PRS Kiemelkedő Hozzájárulás a Brit Zenéhez díjat. Később a nyáron a Duran Duran koncertezett Rómában a Circus Maximusban.

### 2006–2008: ARed Carpet Massacreés Andy Taylor második távozása
2006 elején a Duran Duran feldolgozta John Lennon Instant Karma! számát az Amnesty International által szponzorált Make Some Noise kampánynak. A szám később feltűnt bónusz számként a Instant Karma: The Amnesty International Campaign to Save Darfur című albumon. Ezen kívül felléptek a Nobel-díj átadón és a 2006-os téli olimpián is. Ebben az időszakban már 15 számot írtak meg, a meg nem jelent Reportage albumra. Később szeptemberben találkoztak Justin Timberlake-kel és a producer Timbalanddal. A találkozás után egy számot vettek fel Timberlake-kel és három számuknak volt a producere Timbaland. Andy Taylor 2006 októberében másodszorra is elhagyta a zenekart, ezután Dom Brown gitáros csatlakozott a Duran Duranhoz mint stúdiózenész és azóta a turnék résztvevője. Taylor távozása után az együttes törölte a Reportage albumot és felvettek egy újat Red Carpet Massacre címmel.
2007 júliusában az együttes kétszer is fellépett a Wembleyben. Az első Diana hercegnő tiszteletére tartott koncert volt, 10 évvel a halála után, itt előadták a (Reach Up For The) Sunrise, a Wild Boys és a Rio dalokat. A második koncert pedig a Live Earth volt. Szeptemberben kiadták a számot, amin Justin Timberlake-kel dolgoztak Falling Down címmel . December 3-án adták ki a Red Carpet Massacret. Az albumot kilenc koncerttel népszerűsítették az Ethel Barrymore színházban.
2008 májusában az amerikai turnéjuk közben a You Vegasszal együtt játszottak. Később a nyáron felléptek a Louvre-ben is, amely 15. Lajos francia király szobájának felújítására juttatott segítséget. Ezzel a Duran Duran lett az első rockegyüttes, amely előadhatott a 18. századi múzeumban.
2008 júliusában, Párizsban Mark Ronsonnal lépett fel egy exkluzív koncerten az együttes. A koncerten a Ronson által feldolgozott Duran Duran slágereket játszották együtt. Simon Le Bon pedig előadott dalokat Ronson Version albumáról. A Red Carpet Massacre az Astronauttal ellentétben nem volt túlságosan sikeres és nem túl pozitív visszajelzéseket kapott. 2008-ban a Rio album részese lett a Classic Albums sorozatnak.

### 2009–2012:All You Need Is Nowés a Dominic Brown-éra
2009-ben az együttes felbontotta a szerződését az Epic Recordsszal, csak két album megjelentetése után. 2010 elején elmondták, hogy a Boys Keep Swinging feldolgozásával hozzájárulnak a David Bowie tiszteletére készülő We Were So Turned On albumhoz, amely a War Childot támogatja. Ezen az albumon szerepelt még többek között Carla Bruni, Devendra Banhart, az Edward Sharpe & the Magnetic Zeros, és a Warpaint.
2010 novemberében bejelentették a tizenharmadik stúdióalbumuk, az All You Need Is Now érkezését. Az albumot az S-Curve Records-on keresztül adták ki. Az album producere megint csak a Grammy-díjas Mark Ronson volt. Az album 2010. december 21-én jelent meg és elérte az első helyet 15 országban az online letöltéseket tekintve (iTunes). Az első kislemez az albumról az All You Need Is Now december 8-ától ingyenesen letölthető volt világszerte. 2011 márciusában bejelentettek egy világszintű turnét az album népszerűsítésére. A turné 2011. március 16-án kezdődött meg Austinban (Texas).
Néhány nappal az együttes első kiadott kislemezének a harmincadik évfordulójára kiadták az All You Need Is Nowt. Az albumon tizennégy szám található meg (öttel több, mint az eredeti digitális kiadáson – a Mediterranea, az Other People's Lives, a Too Bad You're So Beautiful, a Diamond in the Mind és a Return to Now). A megjelenés után egy videóban Rhodes megemlítette négy új szám készülését (Too Close to the Sun, Early Summer Nerves, This Lost Weekend és Networker Nation). Angliában 11., Amerikában pedig (Billboard) 29. helyen debütált az album.
2011 februárjában Milánóban megkapták A 20. század stílusikonjai díjat és a város kulcsát a polgármester Letizia Morattitól.
2011-ben Texasban kezdték meg turnéjukat, a Los Angeles-i fellépésüket pedig David Lynch rendezésében a YouTubeon közvetítették élőben az Unstaged: An Original Series from American Express sorozat részeként. 2011 áprilisában az együttes fellépett a Coachellán, amely nagy sikert aratott. Ezen év májusában az európai turné nagy részét le kellett mondani, Le Bon gégegyulladása miatt.

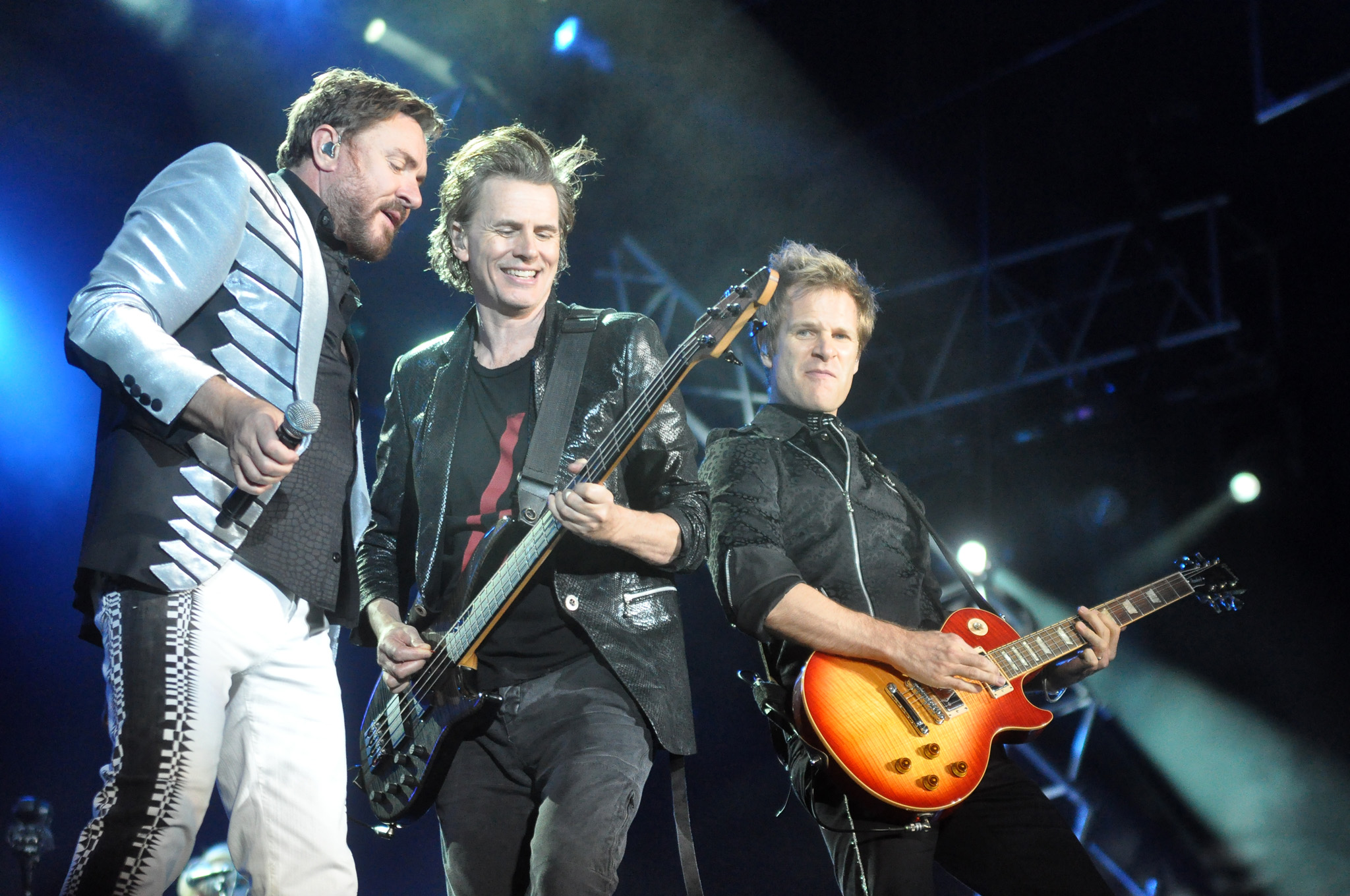
Le Bon, John Taylor és Dominic Brown egy 2012-es szerbiai koncerten

Az együttes 2012 májusában bejelentette, hogy fel fognak lépni a 2012-es londoni olimpia megnyitóján július 27-én. Ők képviselték Angliát, a Snow Patrol (Észak-Írország), a Stereophonics (Wales) és Paolo Nutini (Skócia) mellett. 2012 augusztusában 18 hónapnyi turnézás után (már csak egy hét volt hátra) le kellett mondaniuk az Észak-Amerikai koncertsorozatuk további időpontjait Nick Rhodes vírusos megbetegedése miatt.

### 2013–2018:Paper Gods
2013-ban kezdett el dolgozni az együttes a 14. stúdióalbumon. 2013. december 31-én kiadtak egy mixtape-et, amelyet John Taylor rakott össze. A korábbi Red Hot Chili Peppers gitáros John Frusciante is velük dolgozott az albumon. Az együttes ezt 2014 áprilisában tette hivatalossá: „Visszatartottuk ezeket az izgalmas híreket, mert reméltük, hogy teljes biztossággal tudunk majd veletek részleteket megosztani, de tekintve, hogy kiszivárgott, igen meg tudjuk erősíteni, hogy az eszméletlenül tehetséges John Frusciante is dolgozik velünk az albumon, Kaliforniából. Interneten keresztül küldözgettük egymásnak a számokat és elégedettek vagyunk a kimenetellel. Mind nagy rajongói vagyunk John munkájának és örülünk, hogy varázslatait hozzáadta az albumhoz! Jelenleg nincs tervben, hogy John velünk turnézna, de a gitárjátéka nagyon jól hangzik a dalokon. Reméljük nemsokára több jó hírünk is lesz nektek.”
2015. június 15-én jelentette be az együttes az új albumának a címét, a Paper Godsot. Maga az album szeptember 11-én jelent meg és még ugyanazon a héten kiadták a Pressure Off című kislemezt. A zenekar ismertségét és elismertségét mind a mai napig jól mutatja, hogy a Billboard 200-as listán az album a 10. helyen debütált, illetve Olaszországban a 2., Hollandiában a 4., míg az Egyesült Királyságban az 5. helyezést érte el.
2016 júliusában bejelentették, hogy a turné harmadik részére Nick Rhodes helyét MNDR veszi át. „Amilyen hamar csak lehet visszatérek, de addig jó kezekben lesznek az együttes és a rajongók is.” Ugyanebben az évben megjelentették Last Night in the City című daluk remixeit digitális formában.
2016 decemberében az együttes eredeti öt tagja (Le Bon, Rhodes, Andy, John és Roger Taylor) elvesztettek egy pert a Brit Legfelsőbb Bíróságon, mikor megpróbálták visszaszerezni szerzői jogaikat az EMI-től az első három albumra. Rhodes ekkor a következőt mondta: „Semmittudó tinédzserekként aláírtunk egy szerződést, több mint három évtizeddel ezelőtt, amikor nem tudtuk ez mit is jelent... ez a döntés egy nagyon rossz példát mutat az éránk összes dalszerzőjének.”
2017-ben az együttes Amerikában turnézott és fesztiválokon lépett fel Európában és Ázsiában.

### 2019–2022:Future Pastés Rock and Roll Hall of Fame
Rhodes 2019. július 16-án elmondta, hogy a zenekar 2019 eleje óta dolgozik egy új albumon, amelyről kezdetben azt nyilatkozta, hogy 2020 késő tavaszán jelenhet meg, azonban 2020. március 13-án a The Times arról számolt be, hogy az album 2020 őszére várható. Egy héttel később a zenekar Twitter-oldalán bejelentette, hogy a lemez kiadási dátuma a COVID–19 miatt továbbra is bizonytalan. 2019-ben felléptek a holdra szállás 50. évfordulóján a Kennedy Űrközpontban, amely koncertet 300 drónnal szépítettek. 2021. január 8-án kiadták David Bowie Five Years című dalának feldolgozását, a zenész halálának ötödik évfordulóján.
2021. január 13-án a Rolling Stone helyet adott az albumnak 2021 54 legjobban várt albuma listáján. Le Bon azt nyilatkozta, hogy a lemez „meztelen, nyers,” illetve „modern és nagyon őszinte. A dalszövegek különlegesek.” Az együttes 2021. május 18-án jelentette be 15. stúdióalbumát, a Future Pastot. Az albumról négy kislemez jelent meg, az Invisible, a More Joy!, az Anniversary és a Tonight United. A negyedik kislemez megjelenésekor egy középlemezen összegyűjtve is megjelentek a dalok.
Július 9-én mutatták be a Give It All Up című dalt az NBC Today című műsorának részeként. A More Joy! augusztus 5-én jelent meg, Coxon, Erol Alkan és a Chai japán rockegyüttes közreműködésével. Augusztus 12-én előadták az Invisible-t a The Tonight Show with Jimmy Fallon műsorán. Ezen hónap utolsó napján osztották meg az Anniversaryt, majd közel egy hónappal később az utolsó kislemezként a Tonight Unitedet. Szeptember 14-én és 15-én az együttes két koncertet adott elő a telt házas O2 Institute-ban. Ez volt az első alkalom 2019 óta, hogy fellépett az együttes. Slágerjeik mellett előadtak három dalt az új lemezről, a Invisible-t, az Anniversaryt és a Tonight Unitedet. Szeptember 19-én ők voltak a Isle of Wight Fesztivál headlinerei.
2021. október 22-én jelent meg a Future Past. Az album a harmadik helyen nyitott a brit albumlistán, ami az együttes legjobb pozíciója volt a 2004-es Astronaut kiadása óta. Ez azt is jelentette, hogy minden egyes évtizedben, amiben kiadtak zenét, volt egy lemezük, ami elérte a lista első öt helyének egyikét (az 1980-as évektől). Júniusban felléptek a Platinum Party at the Palace eseményen, II. Erzsébet brit királynő uralkodásának 70. évfordulóját ünnepelve. Egy hónappal később visszatértek szülővárosukba, Birminghambe, megnyitva a 2022-es nemzetközösségi játékokat.
2022-ben az együttes első lett a Rock and Roll Hall of Fame rajongói szavazásán. Májusban az együttes egyike volt a hét bejelentett beiktatottnak, az „előadó” kategóriában. A ceremóniát 2022. november 5-én tartották, ahol Robert Downey Jr. adta a beiktató beszédet. John, Roger, Rhodes és Le Bon mind ott voltak az eseményen és előadták a Girls on Film, a Hungry Like the Wolf és az Ordinary World dalokat, Dom Brown gitárossal együtt. Beszédében Simon Le Bon felolvasott egy levelet, amit Andy Taylor írt, mivel nem tudott megjelenni rákos megbetegedése miatt a ceremónián. A gitáros négy éve küszködött prosztatarákkal.

### 2023–napjainkig:Danse Macabre

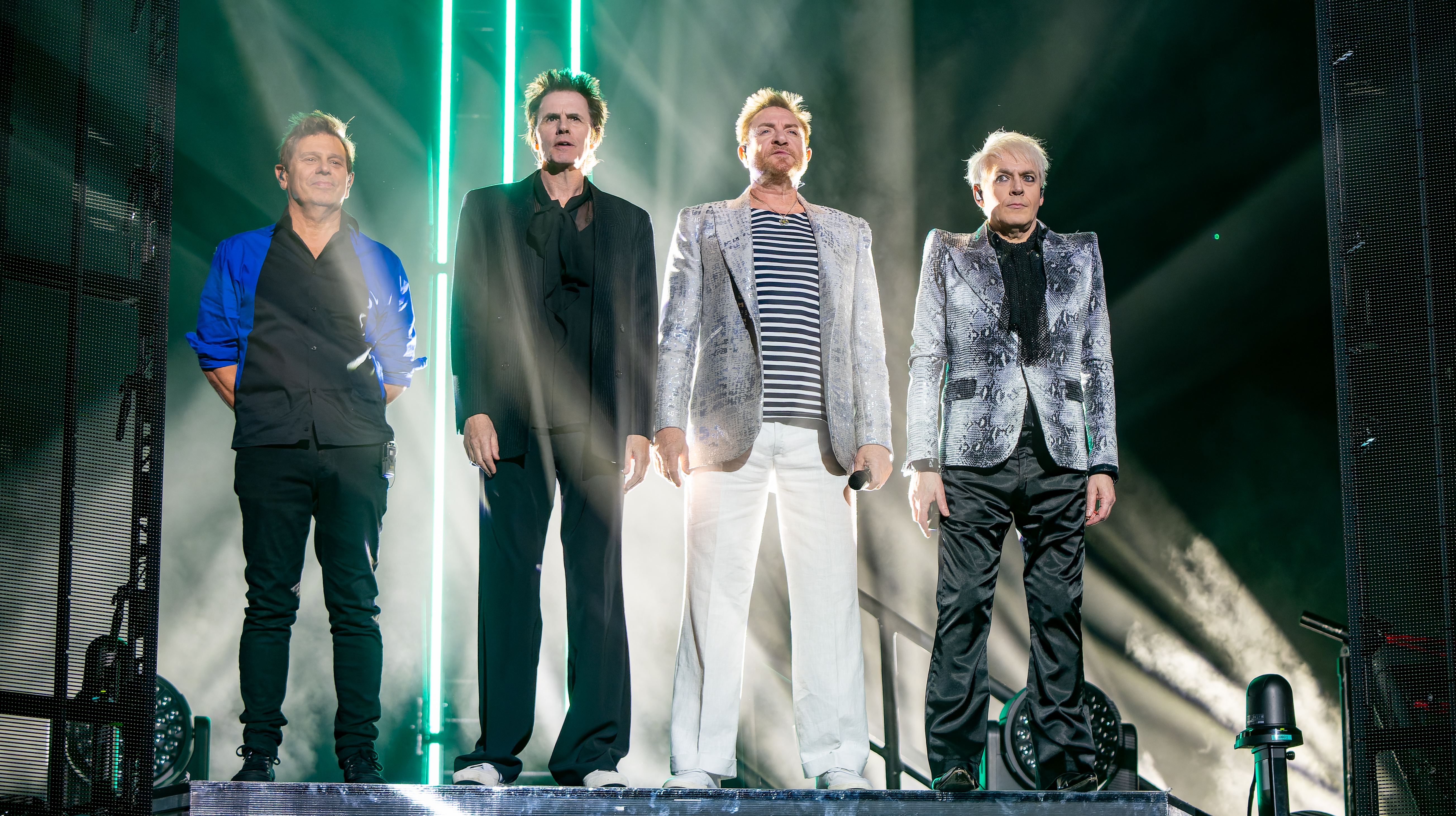
Az együttes 2023 májusában, a londoni O_{2} Arénában

2023 márciusában bejelentették, hogy elkezdtek dolgozni egy új projekten, ami 2023 végén fog megjelenni. A lemezen közre fog működni Andy Taylor, 2004 óta először, illetve Warren Cuccurullo is. A Danse Macabre október 27-én jelent meg és Halloween témájú. Új dalok mellett feldolgozások és az együttes újradolgozott slágerei is megjelentek rajta. Az albumról két kislemez jelent meg kiadása előtt, a címadó Danse Macabre és a Black Moonlight.
2024. szeptember 13-án az együttes újra kiadta New Moon on Monday című dalát New Moon (Dark Phase) címen, a Danse Macabre 2024. októberi deluxe kiadásának dátuma előtt. A kislemezen közreműködött Andy Taylor.
2025-ben az együttes a Sanremo Music Fesztivál különleges vendége volt, Victoria De Angelisszel léptek fel.

## Videóklipek
Az MTV televíziós csatornát és az együttest nagyjából egy időben alapították, mindkét fél segítette egymást a sikereik eléréséhez. Az MTV-nek olyan videók kellettek, amiben karizmatikus előadók szerepeltek. Les Garland, az MTV alelnöke azt nyilatkozta, hogy „Emlékszem, hogy a tehetség és előadó-kapcsolati igazgatónk futva jött hozzánk és azt mondta, hogy ’Látnotok kell ezt a videót, ami most érkezett.’ Ebben az időszakban a Duran Duran egyáltalán nem kapott helyet rádióadókon és az MTV célja az volt, hogy új zenét mutathassunk be. A Hungry Like the Wolf a legjobb videó volt, amit valaha láttam.” Az együttes által létrehozott videók több okból is befolyásosak voltak. Az együttes olyan egzotikus helyeken forgatta klipjeit, mint Srí Lanka és Antigua, amivel emlékezetes képeket tudtak készíteni, amik nagyon eltértek az olcsó, akkoriban elterjedt „együttes a színpadon” stílustól. Ezek mellett, ahelyett, hogy saját hangszereiket játszották volna a videókban, az együttes történeteket írt a klipjei köré, gyakran kortárs filmek által inspirálva: a Hungry Like the Wolfot Az elveszett frigyláda fosztogatói, a The Wild Boyst pedig a Mad Max 2. alapján készítették. A Duran Duran játszotta a legfontosabb szerepet az ilyen stílusú videók elterjedésében. A legfontosabb elemek, amiket használtak a gyors képváltások, szembetűnő grafikai motívumok, illetve szürreális képvilág, ami felkeltette a zenei szakértők figyelmét és sok együttest ugyanerre az útra vonzott.
A Duran Duran egyike volt az első együtteseknek, kiknek videóit 35 mm-es filmekre vették, kiemelkedő minőségű kamerákkal, videószalag helyett, így sokkal jobb minőségűvé téve őket, mint az MTV által gyorsan leforgatott klipek, amik addig a csatornán gyakran megjelentek. Az MTV segítségével nyílt meg az út a Duran Duran előtt az amerikai rádióadókra, amik akkoriban ritkán játszottak brit, újhullámos zenét vagy „bármit, amiben szintetizátort lehetett hallani.” Mivel eredetileg az MTV nem volt országszerte elérhető az Egyesült Államokban, egyértelmű volt, hogy ahol a csatorna megjelent, az igény a Duran Duran, a Tears for Fears, a Def Leppard és más, érdekes videókkal rendelkező európai együttesek zenéjéért megemelkedett. A Rio, a Hungry Like the Wolf és a Save a Prayer tarka, illetve az Is There Something I Should Know? szürreális klipjeit Russell Mulcahy ausztrál filmrendező forgatta, aki összesen tizenegy videón dolgozott együtt az együttessel. A Duran Duran célja mindig az volt, hogy innovatív technikákkal és rendezőkkel dolgozzon, még akkor is, mikor az MTV sokkal kevesebb játékidőt adott nekik. Mulcahy mellett rendezőik között volt Dean Chamberlain és Ellen von Unwerth fényképészek, Csen Kaj-ko kínai rendező, Julien Temple dokumentumfilmes és a Polish-testvérek is. Rhodes elmondása szerint „a videó számunkra olyan volt, mint a Pink Floydnak a sztereó.”
| „                                                                                          | A britek nyertek, egyértelműen. Az amerikai együttesek prózai, négyszögletes megjelenése mellett olyan együttesek, mint a Duran Duran, kaviárhoz hasonlítottak. Az MTV egy teljesen új világot nyitott meg, amit a rádión keresztül nem lehetett volna teljesen megérteni. A vizuális látószög a művészi britek kezére játszott, valami egzotikusabbat mutatva, mint amit a néző szülővárosában találhatott volna. A Duran Duran legnagyobb slágerei, a Girls on Film és a Hungry Like the Wolf kedvencek voltak az MTV-n, három hónappal az előtt, hogy a rádióadók elkezdték volna játszani. És az MTV-n keresztül a Duran Duran és hozzájuk hasonlók hisztériát szültek tini lányok köreiben. | ” |
| – Parke Puterbaugh, Anglomania: The Second British Invasion, Rolling Stone, 1983. november | |   |

1984-ben a Duran Duran elkezdett videótechnológiát használni koncertjein, amelyben szintén az első között volt a világon. Koncertfelvételeket IMAX technológiával, illetve 360 fokos videóként is vettek fel, 10,2-es térhatású hangformátummal. 2000-ben próbálkoztak a kiterjesztett valóság használatával, az együttessel 3D-s, számítógéppel készített képek jelentek meg a színpadon. Sok évszázad végi listán is szerepeltek klipjeikkel, mint a Minden idők 100 legjobb videóklipje (MTV), amelyen a Hungry Like the Wolf 11., a Girls on Film pedig 68. volt, illetve a VH1: 100 Legjobb videó, amelyen a Hungry Like the Wolf a 31., a Rio pedig a 60. helyen szerepelt. Az MTV a Hungry Like the Wolf klipjét minden idők tizenötödik legtöbbször lejátszott videójának nevezte.
Az együttes több válogatást is kiadott klipjeikből, mint az 1983-as Duran Duran, amelyért Grammy-díjat kaptak a Legjobb zenei film kategóriában, illetve a 2004-es kétlemezes Greatest, amelyen több videóklip alternatív verziója is helyet kapott. A Greatest mellett 2004-ben megjelent még a Sing Blue Silver dokumentumfilm, illetve az Arena (An Absurd Notion) koncertfilm, mindkettő 1984-ből. A Live from London koncertfilm, amely teltházas koncertjüket dokumentálta a Wembley Arénából, 2005-ben jelent meg.

## Kiadók
- 1980–1999: EMI (Capitol/Parlophone)[83]
- 1999–2001: Hollywood Records[84][85]
- 2001–2004: Kiadó nélkül
- 2004–2009: Epic Records/Sony BMG[86]
- 2010–2012: Tapemodern/S-Curve Records
- 2015–2016: Warner Bros. Records[87]
- 2021–napjainkig: BMG[88]

## Tagok

### Jelenlegi tagok
- Simon Le Bon – énekes (1980–napjainkig), gitár (1997–2001; 2015–napjainkig)
- John Taylor – basszus, vokalista (1980–1997, 2001–napjainkig), gitár, vokalista (1978–1980)
- Nick Rhodes – billentyűk, hangeffektek, vokalista (1978–napjainkig)
- Roger Taylor – dob, ütőhangszerek (1979–1985, 2001–napjainkig; albumon: 1994)

### Korábbi tagok
- Stephen Duffy – énekes (1978–1979), basszus (1978), dobok (stúdió: 1978, koncert és stúdió: 1978–1979)
- Simon Colley – basszus (1978–1980)
- Andy Wickett – énekes (1979–1980)
- Alan Curtis – gitár (1979–1980)
- Jeff Thomas – énekes (1980)
- Andy Taylor – gitár, vokalista (1979–1987, 2001–2006; albumon: 2023)
- Warren Cuccurullo – gitár, vokalista, basszus (1989–2001; turnétag: 1986–1989; albumon: 2023)
- Sterling Campbell – dobok (1989–1991; turnétag: 1988–1989)

### Turnézó előadók
- Dominic Brown – gitár, háttérénekes (2006–napjainkig)
- Graham Coxon – gitár (2021)
- Andy Hamilton – szaxofon, billentyűk, ütőhangszerek (1982–1987)
- Raphael De Jesus – ütőhangszerek (1983–1984)
- B.J. Nelson – háttérénekes (1983–1984)
- Charmaine Burch – háttérénekes (1983)
- Stan Harrison – szaxofon (1987–1988)
- Mac Gollehom – trombita (1987–1988)

## Duran Duran-koncertek Magyarországon
- 1988. december 6. – Budapest Sportcsarnok, Budapest[89]
- 2005. június 8. – Budapest Aréna, Budapest[90]
- 2012. június 28. – Papp László Budapest Sportaréna, Budapest[91][92]

## Diszkográfia és videográfia
| - Duran Duran (1981) - Rio (1982) - Seven and the Ragged Tiger (1983) - Notorious (1986) - Big Thing (1988) - Liberty (1990) - Duran Duran (The Wedding Album) (1993) - Thank You (1995) - Medazzaland (1997) - Pop Trash (2000) - Astronaut (2004) - Red Carpet Massacre (2007) - All You Need Is Now (2011) - Paper Gods (2015) - Future Past (2021) - Danse Macabre (2023) - Decade (1989) - Night Versions: The Essential Duran Duran (1998) - Greatest (1998) - Strange Behaviour (1999) - The Essential Collection (2000) - The Biggest and the Best (2012) | - Arena (1984) - Live from London (2005) - Live at Hammersmith '82! (2009) - A Diamond in the Mind: Live 2011 (2012) - Duran Duran (1983) - Duran Duran Video 45 (1984) - Dancing on the Valentine (1984) - Sing Blue Silver (1984) - Arena (An Absurd Notion) (1984) - 6ix by 3hree (1988) - Decade: Greatest Hits (1989) - Greatest (1998) - Live from London (2005) - Live at Hammersmith '82! (2010) - A Diamond in the Mind: Live 2011 (2012) |

## Díjak és jelölések
| Év   | Díjátadó                         | Kategória                                | Jelölt/Munka                               | Eredmény   |
| ---- | -------------------------------- | ---------------------------------------- | ------------------------------------------ | ---------- |
| 1985 | American Music Awards            | Kedvenc Együttes vagy duo                | Duran Duran                                | Jelölve    |
| 1994 | ASCAP Pop Music Awards           | Legtöbbet előadott dalok                 | Ordinary World                             | Elnyerte   |
| 1994 | ASCAP Pop Music Awards           | Legtöbbet előadott dalok                 | Come Undone                                | Elnyerte   |
| 2004 | BT Digital Music Awards          | Legjobb zenei weboldal                   | A Duran Duran weboldala                    | Jelölve    |
| 1983 | Billboard Music Awards           | Legjobb popelőadó                        | Duran Duran                                | Jelölve    |
| 1983 | Billboard Music Awards           | Legjobb duó/csoport                      | Duran Duran                                | Jelölve    |
| 1983 | Billboard Music Awards           | Legjobb popalbum előadó                  | Duran Duran                                | Jelölve    |
| 1983 | Billboard Music Awards           | Legjobb popalbum előadó (duó/csoport)    | Duran Duran                                | Jelölve    |
| 1983 | Billboard Music Awards           | Legjobb popkislemez előadó               | Duran Duran                                | Jelölve    |
| 1983 | Billboard Music Awards           | Legjobb popkislemez előadó (duó/csoport) | Duran Duran                                | Jelölve    |
| 1985 | Bravo Otto Awrds                 | Legjobb csoport (ezüst)                  | Duran Duran                                | Elnyerte   |
| 1985 | Brit Awards                      | Legjobb brit videóklip                   | The Wild Boys                              | Elnyerte   |
| 2004 | Brit Awards                      | Kiemelkedő közreműködés a brit zenéhez   | Duran Duran                                | Elnyerte   |
| 2020 | Classic Pop Readers' Awards      | Az év csoportja                          | Duran Duran                                | Jelölve    |
| 1986 | Golden Globe                     | Legjobb főcímdal                         | A View To a Kill a Halálvágta című filmből | Jelölve    |
| 1984 | Grammy-díj                       | Legjobb rövid videóklip                  | Girls on Film/Hungry Like the Wolf         | Elnyerte   |
| 1984 | Grammy-díj                       | Legjobb hosszú videóklip                 | Duran Duran                                | Elnyerte   |
| 1993 | Hollywood Walk of Fame           | Hollywood Walk of Fame                   | Duran Duran                                | Elhelyezve |
| 1986 | IM&MC Music Video Awards         | Legjobb történet (hosszú videó)          | Arena                                      | Elnyerte   |
| 1985 | Ivor Novello                     | Az év nemzetközi slágere                 | The Reflex                                 | Elnyerte   |
| 1986 | Ivor Novello                     | Az év nemzetközi slágere                 | A View To a Kill                           | Jelölve    |
| 1986 | Ivor Novello                     | A legjobb főcímdal                       | A View To a Kill                           | Jelölve    |
| 1994 | Ivor Novello                     | Az év nemzetközi slágere                 | Ordinary World                             | Jelölve    |
| 1994 | Ivor Novello                     | A legjobb szám zeneileg és szövegileg    | Ordinary World                             | Jelölve    |
| 1994 | Ivor Novello                     | A legtöbb munka                          | Ordinary World                             | Elnyerte   |
| 2005 | Ivor Novello                     | Kiemelkedő közreműködés a zenéért        | Duran Duran                                | Elnyerte   |
| 2005 | Lunas del Auditorio              | Legjobb külföldi rockelőadó              | Duran Duran                                | Jelölve    |
| 2011 | Lunas del Auditorio              | Legjobb külföldi rockelőadó              | Duran Duran                                | Jelölve    |
| 2017 | Lunas del Auditorio              | Legjobb külföldi rockelőadó              | Duran Duran                                | Jelölve    |
| 1984 | MTV Video Music Awards           | Legjobb videóklip szerkesztés            | The Reflex                                 | Jelölve    |
| 1984 | MTV Video Music Awards           | Legjobb koncertfelvétel egy klipben      | The Reflex                                 | Jelölve    |
| 1993 | MTV Video Music Awards           | Legjobb operatőri munka                  | Ordinary World                             | Jelölve    |
| 1985 | MTV Video Music Awards           | Legjobb rendezés egy videóklipben        | The Wild Boys                              | Jelölve    |
| 1993 | MTV Video Music Awards           | Legjobb operatőri munka                  | Ordinary World                             | Jelölve    |
| 2003 | MTV Video Music Awards           | Életmű díj                               | Duran Duran                                | Elnyerte   |
| 2015 | MTV Video Music Awards           | Video Visionary Award                    | Duran Duran                                | Elnyerte   |
| 2008 | MTV Video Production Awards      | Best Colorist                            | Falling Down                               | Jelölve    |
| 2008 | MTV Video Production Awards      | Legjobb kortárs videó                    | Falling Down                               | Jelölve    |
| 1988 | Pollstar Concert Industry Awards | Legkreatívabb színpadtervezés            | The Strange Behavior Tour                  | Jelölve    |
| 1989 | Pollstar Concert Industry Awards | Az év klubturnéja                        | The Secret Caravan Club Tour               | Jelölve    |
| 2004 | Premios Ondas                    | Különleges díj                           | Duran Duran                                | Elnyerte   |
| 2003 | Q magazin                        | Életmű-díj                               | Duran Duran                                | Elnyerte   |
| 2015 | Q magazin                        | Icon Award                               | Duran Duran                                | Elnyerte   |
| 2022 | Rock and Roll Hall of Fame       | Rock and Roll Hall of Fame               | Duran Duran                                | Beiktatva  |
| 2015 | Silver Clef Awards               | Ezüst hangjegykulcs                      | Duran Duran                                | Elnyerte   |
| 1981 | Smash Hits Poll Winners Party    | Legjobb csoport                          | Duran Duran                                | Jelölve    |
| 1981 | Smash Hits Poll Winners Party    | Legjobb kislemez                         | Girls On Film                              | Jelölve    |
| 1981 | Smash Hits Poll Winners Party    | Legcsábítóbb férfi                       | Simon Le Bon                               | Jelölve    |
| 1982 | Smash Hits Poll Winners Party    | Legcsábítóbb férfi                       | Simon Le Bon                               | Elnyerte   |
| 1982 | Smash Hits Poll Winners Party    | Legjobb férfi énekes                     | Simon Le Bon                               | Elnyerte   |
| 1982 | Smash Hits Poll Winners Party    | Legjobb album                            | Rio                                        | Elnyerte   |
| 1982 | Smash Hits Poll Winners Party    | Legjobb kislemez                         | Save a Prayer                              | Elnyerte   |
| 1982 | Smash Hits Poll Winners Party    | Legjobb kislemez                         | Hungry Like the Wolf                       | Jelölve    |
| 1983 | Smash Hits Poll Winners Party    | Legjobb csoport                          | Duran Duran                                | Elnyerte   |
| 1983 | Smash Hits Poll Winners Party    | Legjobb videó                            | Union of the Snake                         | Elnyerte   |
| 1983 | Smash Hits Poll Winners Party    | Legjobb férfi énekes                     | Simon Le Bon                               | Elnyerte   |
| 1983 | Smash Hits Poll Winners Party    | Legcsábítóbb férfi                       | John Taylor                                | Elnyerte   |
| 1983 | Smash Hits Poll Winners Party    | Az év eseménye                           | Villa Park koncert (1983)                  | Elnyerte   |
| 1984 | Smash Hits Poll Winners Party    | Legrosszabb csoport                      | Duran Duran                                | Jelölve    |
| 1984 | Smash Hits Poll Winners Party    | Legjobb csoport                          | Duran Duran                                | Elnyerte   |
| 1984 | Smash Hits Poll Winners Party    | Legjobb album                            | Seven and the Ragged Tiger                 | Elnyerte   |
| 1984 | Smash Hits Poll Winners Party    | Legjobb kislemez                         | The Wild Boys                              | Elnyerte   |
| 1984 | Smash Hits Poll Winners Party    | Legjobb videó                            | The Wild Boys                              | Elnyerte   |
| 1984 | Smash Hits Poll Winners Party    | Legjobb férfi énekes                     | Simon Le Bon                               | Elnyerte   |
| 1984 | Smash Hits Poll Winners Party    | Legcsábítóbb férfi                       | John Taylor                                | Elnyerte   |
| 1984 | Smash Hits Poll Winners Party    | Az év eseménye                           | Roger Taylor esküvője                      | Elnyerte   |
| 1985 | Smash Hits Poll Winners Party    | Legjobb csoport                          | Duran Duran                                | Elnyerte   |
| 1985 | Smash Hits Poll Winners Party    | Legjobb kislemez                         | A View to a Kill                           | Elnyerte   |
| 1985 | Smash Hits Poll Winners Party    | Legjobb férfi énekes                     | Simon Le Bon                               | Elnyerte   |
| 1985 | Smash Hits Poll Winners Party    | Legcsábítóbb férfi                       | John Taylor                                | Elnyerte   |
| 1985 | Smash Hits Poll Winners Party    | Legjobban öltözött személy               | John Taylor                                | Elnyerte   |
| 1986 | Smash Hits Poll Winners Party    | Legrosszabb csoport                      | Duran Duran                                | Jelölve    |
| 1986 | Smash Hits Poll Winners Party    | Legjobb kislemez                         | Notorious                                  | Elnyerte   |
| 1986 | Smash Hits Poll Winners Party    | Legcsábítóbb férfi                       | John Taylor                                | Elnyerte   |
| 1987 | Smash Hits Poll Winners Party    | Legrosszabb csoport                      | Duran Duran                                | Jelölve    |
| 2011 | UK Music Video Awards            | Legjobb pop videó                        | Before the Rain                            | Jelölve    |
| 2012 | UK Music Video Awards            | Legjobb styling egy videóban             | Girl Panic                                 | Jelölve    |

## Turnék
| - 1981: The Faster Than Light Tour - 1981: The Careless Memories Tour - 1982: The Rio Tour - 1983–1984: The Sing Blue Silver Tour - 1987-1988: The Strange Behaviour Tour - 1988: The Secret Caravan Club Tour - 1988–1989: The Big Live Thing Tour (The Electric Theatre Tour) - 1993: An Acoustic Evening with Duran Duran - 1993–1994: The Dilate Your Mind Tour - 1995: The Thank You Tour - 1997: The Ultra Chrome, Latex and Steel Tour - 1998: The Greatest and Latest Tour | - 1999: The Let It Flow Tour - 2000: The Pop Trash Tour - 2001: The Up Close and Personal Tour - 2003–2004: The Reunion Tour - 2005–2006: The Astronaut Tour - 2007–2008: The Red Carpet Massacre Tour - 2009: The Summer Tour - 2011–2012: All You Need Is Now - 2015: 2015 Tour - 2015–2017: Paper Gods on Tour - 2022–2023: Future Past Tour |